# シェン・ウー
シェン・ウー（漢字表記：神・武、ゲーム中での英字表記:Shen Woo、ピン音:Shén Wŭ 、日本語読み:しん・ぶ）は、SNKの対戦型格闘ゲーム『ザ・キング・オブ・ファイターズ』シリーズに登場する架空の人物。担当声優は水津浩志。

## 概要
『ザ・キング・オブ・ファイターズ』（以下『KOF』と表記）の第10作目である『KOF2003』（以下『2003』と表記）にてアッシュ・クリムゾンとデュオロンと共に主人公チームとして初出場する。
『KOF XI』（以下『XI』と表記）ではアッシュとオズワルドとチームを組んで参戦し、エンディングではオズワルドと死闘を演じる（決着は不明）。『KOF XIII』（以下『XIII』と表記）ではデュオロンとエリザベート・ブラントルシュとチームを組んで出場する。先述のオズワルドとの一件については「アッシュにハメられた」として根に持っている。
プロフィールには年齢が記載されていなかったが、『KOF XII』（以下『XII』と表記）の公式サイトで29歳と発表された。
彼はメキシコで生まれ、両親は中国系で、国境の都市メヒカリで中華料理レストランを経営していた。彼は中国に送られ、上海市の祖父母に育てられた。
彼の喧嘩術は暴行にも捉えられる程、荒々しい格闘を見せ付ける。強者と闘い、力の証明を行う事を至上の喜びとする。

## 技の解説

### 通常投げ
脚天頭地（きゃくてんとうち）
相手を片手でつかみ上げて、地面に叩きつける。

### 特殊技
斧旋脚（ふせんきゃく）
喧嘩キックを繰り出す。『XI』からは微妙に体勢を前に持ってきており、リーチが伸びた。
斧旋豪腕拳（ふせんごうわんけん）
『XI』から追加。「斧旋脚」から派生して、「斧旋脚」の体勢から拳を振り下ろす技。

転連蹴（てんれんしゅう）
回転しながら前方に移動して蹴る技。ボタン押しっぱなしで蹴りがキャンセルされる。
『XI』で削除された。

### 必殺技
激拳（げきけん）
大きく振りかぶった後、突進しながら殴りつける技。
ボタン押しっぱなしで性能が変化して、最大まで溜めればガード不可になる。
截攻崩撃（さいこうほうげき）
相手のガードを崩して殴りつける打撃投げ。
『2003』では投げスカりモーションに飛び道具を跳ね返す効果があった。
『XI』からモーションが変更された。
伏虎撃（ふっこげき）
両手を組んで振り下ろす技。
降龍撃（こうりゅうげき）
「伏虎撃」から派生する、組んだ両手を振り上げる技。

弾拳（だんけん）
『XI』から追加。『2003』の「截攻崩撃」のモーションで相手の飛び道具を後方に弾き飛ばす。
飛び道具を弾くとパワーゲージが増加して、弾拳を含む全ての技へのキャンセルが可能になる。
『KOF XII』では「截攻崩撃」がないため、コマンド投げに変更されたが、『XIII』では飛び道具を弾くタイプも追加された。
前方転身（ぜんぽうてんしん）、後方転身（こうほうてんしん）
『XI』から追加。『2003』の「転連蹴」と同じモーションでの移動技。
転連拳（てんれんけん）
『XI』から追加。「前方転身」か「後方転身」からの派生技。回転の勢いで殴りつける。

### 超必殺技
絶!激拳（ぜつ!げきけん）
「激拳」の強化版。溜めはできない。
虎豹連撃（こひょうれんげき）
頭突きで攻撃した後、ロックした相手に連打を浴びせる技。
『XI』から連打の流れが変化した。

### リーダー超必殺技
爆真（ばくしん）
自分で顔面を殴り、気合を入れる技。これにより一定時間攻撃力が上昇する。
準備モーションは長いが、発動時にダメージがある攻撃判定がある。シリーズによって異なるが、『XI』では大ダメージを見込める。
技をキャンセルして出すと準備モーションと攻撃判定が無くなる。

### NEO MAX超必殺技
天将爆真激（てんしょうばくしんげき）
突進しながら光を纏った「転連拳」を放ち、ヒットすると相手を打ち上げ、落ちてきた相手を巨大な光の柱と共に突き上げる。

## 関連人物
- アッシュ・クリムゾン - 友人 、チームメイト
- デュオロン - 友人 、チームメイト
- オズワルド - 『KOF XI』でのチームメイト
- エリザベート・ブラントルシュ - アッシュの幼馴染、『KOF XIII』でのチームメイト
- 笑龍 - デュオロンの行方を知るため接触